# Атлы-Боюн
Атлы-Боюн (вариант Атлыбоюн) — упразднённый аул в Дагестане, находился в территориальном подчинении Махачкалинского района. Являлся административным центром Атлыбоюнского сельсовета.

## Этимология
Существует несколько версий происхождения названия села. В переводе с кумыкского слово Атлы означает «всадник», а слово Боюн имеет несколько значений: «шея», «тропа», «перевал», «застава».

## География
Располагался на северном склоне хребта Нарат-тюбе, в районе современного Буйнакского перевала.

## История
Аул впервые упоминается в 1732 году в «Реестре горским владельцам», составленном комендантом крепости Святого Креста Д.Ф. Еропкиным. В 1786 году в своей книге аул упоминает немецкий ученый Якоб Рейнеггс 

К югу в горах, — пишет ученый, — есть еще поколение Атибуюн, который имеет язык особливой и славится красотою и большим ростом своих мужчин
.
Но первые свидетельства о существование аула можно уже найти в русских и грузинских источниках XVI века.
По одной из версий аул образован как охранный пост на перевале, задачей поста была защита перевала от проникновения внешних врагов во внутренние пределы шамхальства Тарковского. Селение посещали такие известные люди как Густав Радде, Фритьоф Нансен и Михаил Калинин.
В начале 1920-х годов председателем Совета Народных Комиссаров ДАССР Д. А. Коркмасовым принимается решение о строительстве образцового поселка. Для этого было предложено переселить жителей аула Атлы-Боюн, участок под строительство был выбран на равнине в 2-х км от аула. Строительство было начато в 1922 году, посёлок строился силами перечисляемых жителей. Первые жители в образцовом посёлке были поселены в 1924 году. Постановлением Президиума ЦИК ДАССР от 20.09.1924 г. новый образцовый поселок Атлыбоюн был переименован в п. Ленинкент.

Аул перестал существовать в 1940-е годы, когда его покинул последний житель.

## Население
| 1869 | 1888 | 1895 | 1908 | 1926 | 1939 |
| ---- | ---- | ---- | ---- | ---- | ---- |
| 332  | ↗491 | ↗541 | ↘417 | ↗495 | ↘75  |